# Kabinett Holyoake III

Premierminister Keith Holyoake (1960)

Das Kabinett Holyoake III wurde in Neuseeland am 20. Dezember 1963 durch Premierminister Keith Holyoake von der New Zealand National Party gebildet und löste das Kabinett Holyoake II ab. Es befand sich bis zum 22. Dezember 1969 im Amt und wurde dann durch das Kabinett Holyoake IV abgelöst.
Bei der Wahl am 30. November 1963 wurde die National Party des seit 1960 regierenden Premierminister Holyoake mit 47,1 Prozent der Wählerstimmen abermals stärkste Partei und zog mit 45 Abgeordneten ins Repräsentantenhausein. Die oppositionelle New Zealand Labour Party mit ihrem neuen Spitzenkandidaten Arnold Nordmeyer errang 43,7 Prozent und verfügte nunmehr über 35 Mandate. Holyoake bildete daraufhin am 20. Dezember 1963 sein drittes Kabinett. Auch aus der Wahl vom 20. November 1966 ging Holyoakes National Party mit 43,64 Prozent als Siegerin hervor und verfügte über 44 Parlamentssitze. Die Labour Party, die nunmehr von Norman Kirk angeführt wurde, konnte 41,44 Prozent und 35 Mandate erringen. 
Bei der Wahl vom 29. November 1969 errang die National Party 45,2 Prozent und bekam 45 Mandate im Repräsentantenhaus, das auf 84 Sitze vergrößert wurde. Die Labour Party erzielte 44,2 Prozent und stellte nunmehr 39 Abgeordnete. Im Anschluss bildete Holyoake am 22. Dezember 1969 sein viertes Kabinett.

## Minister
Dem Kabinett gehörten folgende Minister an:
| Amt                                                              | Name                                                     | Beginn der Amtszeit                             | Ende der Amtszeit                               |
| ---------------------------------------------------------------- | -------------------------------------------------------- | ----------------------------------------------- | ----------------------------------------------- |
| Premierminister                                                  | Keith Holyoake                                           | 20. Dezember 1963                               | 22. Dezember 1969                               |
| Außenminister                                                    | Keith Holyoake                                           | 12. Dezember 1960                               | 22. Dezember 1969                               |
| Stellvertretender Premierminister und Minister für Überseehandel | Jack Marshall                                            | 20. Dezember 1963                               | 22. Dezember 1969                               |
| Minister für Industrie und Handel                                | Jack Marshall                                            | 20. Dezember 1963                               | 22. Dezember 1969                               |
| Generalstaatsanwalt und Justizminister                           | Ralph Hanan Jack Marshall                                | 20. Dezember 1963 13. Juli 1969                 | 13. Juli 1969 22. Dezember 1969                 |
| Minister of Māori Affairs                                        | Ralph Hanan Duncan MacIntyre                             | 20. Dezember 1963 13. Juli 1969                 | 13. Juli 1969 22. Dezember 1969                 |
| Minister für Inselterritorien                                    | Ralph Hanan Brian Talboys                                | 20. Dezember 1963 13. Juli 1969                 | 13. Juli 1969 22. Dezember 1969                 |
| Minister für Transport, Eisenbahnen und Zivilluftfahrt           | John McAlpine Peter Gordon                               | 20. Dezember 1963 12. Dezember 1966             | 12. Dezember 1966 22. Dezember 1969             |
| Minister für Arbeit, Einwanderung und Bergbau                    | Tom Shand                                                | 20. Dezember 1963                               | 11. Dezember 1969 (†)                           |
| Finanzminister                                                   | Harry Lake Robert Muldoon                                | 20. Dezember 1963 21. Februar 1967              | 21. Februar 1967 22. Dezember 1969              |
| Verteidigungsminister                                            | Dean Eyre David Spence Thomson                           | 20. Dezember 1963 12. Dezember 1966             | 12. Dezember 1966 22. Dezember 1969             |
| Minister für Zölle                                               | Norman Shelton                                           | 20. Dezember 1963                               | 22. Dezember 1969                               |
| Minister für Ländereien und Forsten                              | Richard Geoffrey Gerard Duncan MacIntyre                 | 20. Dezember 1963 12. Dezember 1966             | 12. Dezember 1966 22. Dezember 1969             |
| Minister für Landwirtschaft und Wissenschaft                     | Brian Talboys                                            | 20. Dezember 1963                               | 22. Dezember 1969                               |
| Wohnungsbauminister                                              | John Rae                                                 | 20. Dezember 1963                               | 22. Dezember 1969                               |
| Bildungsminister                                                 | Arthur Kinsella                                          | 20. Dezember 1963                               | 22. Dezember 1969                               |
| Minister für Gesundheit und soziale Sicherheit                   | Donald McKay                                             | 20. Dezember 1963                               | 22. Dezember 1969                               |
| Minister für Frauen- und Kinderwohlfahrt                         | Donald McKay                                             | 20. Dezember 1963                               | 22. Dezember 1969                               |
| Innenminister und Minister für Zivilverteidigung                 | David Seath                                              | 20. Dezember 1963                               | 22. Dezember 1969                               |
| Minister für öffentliche Arbeiten und Polizei                    | Percy Benjamin Allen                                     | 20. Dezember 1963                               | 22. Dezember 1969                               |
| Generalpostmeister und Marineminister                            | Jack Scott                                               | 20. Dezember 1963                               | 22. Dezember 1969                               |
| Rundfunkminister                                                 | Jack Scott Lance Adams-Schneider                         | 20. Dezember 1963 11. Februar 1967              | 11. Februar 1967 22. Dezember 1969              |
| Tourismusminister                                                | David Spence Thomson Robert Muldoon David Spence Thomson | 12. Dezember 1966 11. Februar 1967 3. März 1967 | 11. Februar 1967 3. März 1967 22. Dezember 1969 |